# Johann Christoph Schambogen

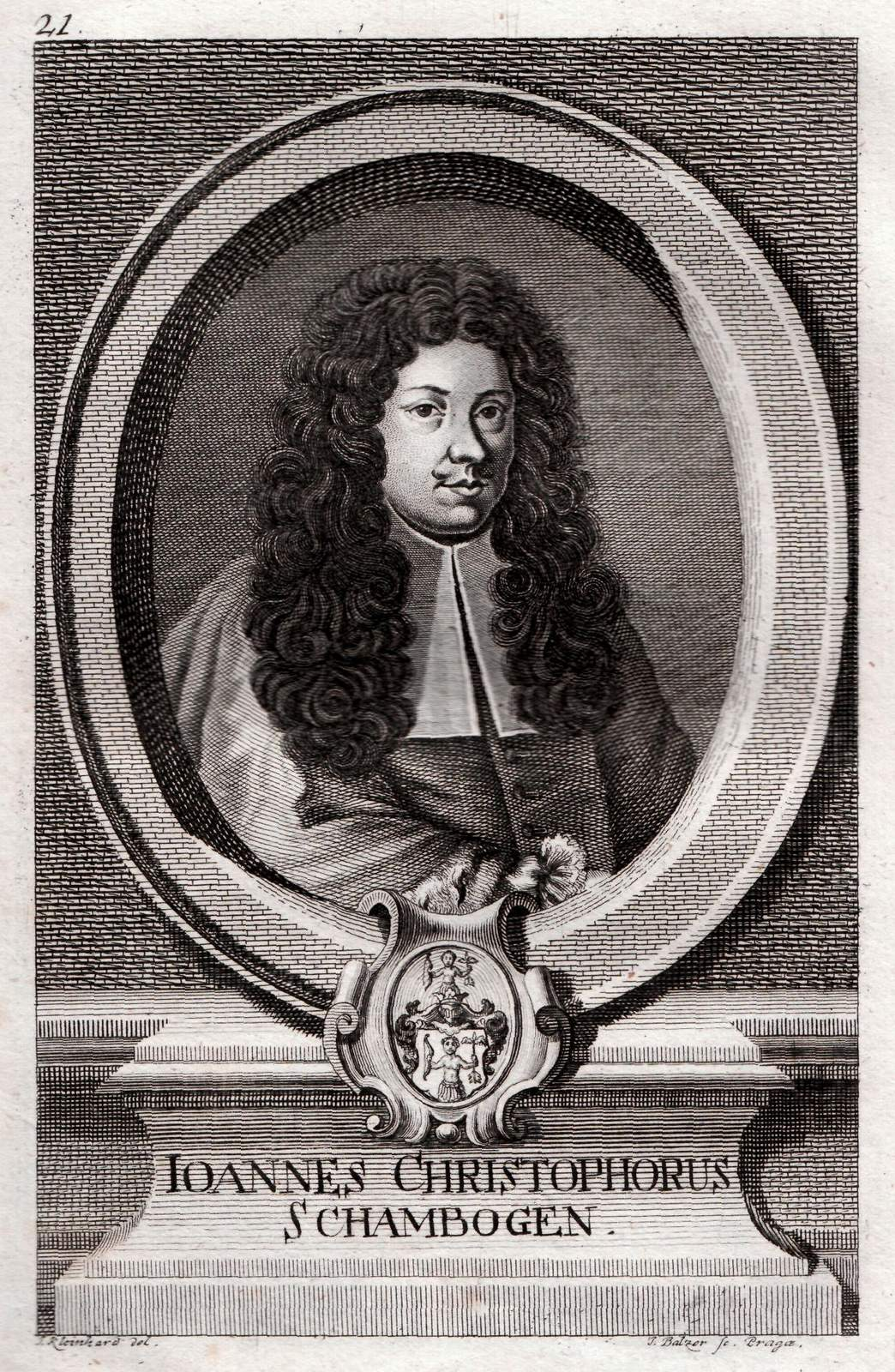
Johann Christoph Schambogen
Kupferstich von Johann Balzer (1772)

Johann Christoph Schambogen (tschechisch Jan Kryštof Schambogen; * 1636 in Glatz, Grafschaft Glatz; † 5. März 1696 in Prag) war Professor der Rechte an der Karls-Universität Prag und 1687–1689 sowie 1692–1693 deren Rektor. Zudem war er Assessor des Prager erzbischöflichen Konsistoriums sowie Kaiserlicher Rat.

## Leben
Johann Christoph Schambogen besuchte das Glatzer Jesuitenkolleg und studierte anschließend an der Karls-Universität Prag, wo er am 15. November 1668 den akademischen Grad eines Doktors beider Rechte erwarb. Vier Tage später wurde er zum Professor der Rechte der Karls-Universität berufen, als deren bedeutendster Jurist er galt. 1687–1689 sowie 1692–1693 bekleidete er das Amt des Rektors. In dieser Eigenschaft wurde er vermutlich von Johann Georg Heinsch, der ebenfalls aus Glatz stammte, porträtiert. Das Bild hat sich bis heute erhalten und ist im Besitz der Karls-Universität.

## Werke (Auswahl)
- Praelectiones publicae in D. Imp. Just. Institutiones cet (1676)
- Dissertationes miscellaneae ad quasdam leges et capitula, ex utroque iure excerpta (Prag, 1678)
- Dis- et Concordantia canonum et legum (1683)
- Ars longa, vita brevis, seu centum quaestiones iuris ... ex historica mundi vita eductae et deductae (Prager Neustadt, 1684)
- Dissertationes iuridicae miscellaneae ad aliquot famosas et damnatas, ut vocant, leges (Prager Neustadt, 1687)
- Discursus triginta ex canonico, civili, feudali ... extracti, et historiae alicui ex vita Rudolphi I. ... applicati (Prag, 1692)
- Commentarium seu lectiones publicae in D. Gregorii IX. decretalium libros quinque compositae ... (Prag, 1699)